# Styringomyia simplex
Styringomyia simplex är en tvåvingeart som beskrevs av Alexander 1945. Styringomyia simplex ingår i släktet Styringomyia och familjen småharkrankar. Inga underarter finns listade i Catalogue of Life.